# Jini Meyer
Janine „Jini“ Meyer (* 13. Mai 1983 in Lüdenscheid) ist eine deutsche Sängerin und Songwriterin. Sie wurde als Frontfrau der Rock-Pop-Band Luxuslärm bekannt und arbeitet seit Auflösung der Gruppe als Solosängerin.

## Werdegang
Meyer stammt aus einer musikalischen Familie und erhielt bereits ab 7 Jahren Klavierunterricht. Mit 14 begann sie im Schulchor zu singen. Nach dem Abitur begann sie zunächst Englisch und Sport auf Lehramt zu studieren. Dies brach sie jedoch ab, um ab 2005 Rock- und Popgesang an der Academy of Pop Music im niederländischen Enschede zu studieren.
Ab 2006 war sie 11 Jahre lang die Frontfrau der Rock-Pop-Band Luxuslärm.  Nach sechs Auszeichnungen beim Deutschen Rock- und Pop-Preis im Jahr 2008, dem Gewinn der 1 Live Krone als Bester Newcomer 2009, einer Echo-Nominierung 2010 und über 250.000 verkauften Alben trennte sich die Band im Jahr 2016. 
2015 durfte sie in der Castingshow Popstars als Vocalcoach tätig sein und die jungen Talente aus Deutschland, Österreich und Schweiz unterstützen. Ebenfalls als Vocalcoach unterstützte Meyer die Kandidaten von Unser Song 2017, dem deutschen Vorentscheid zum Eurovision Song Contest 2017.
Anfang 2018 arbeitete Jini Meyer nach einer kreativen Pause als Solokünstlerin weiter und brachte am 16. August 2019 ihr erstes eigenes Album Frei sein heraus.  Mit ihrem Soloalbum erreichte sie Platz 25 der deutschen Albumcharts. Im April 2020 veröffentlichte Meyer eine Neuauflage des Luxuslärm-Liedes Weil man es Liebe nennt.
Als erster Vorbote zu einem potentiellen zweiten Soloalbum erschien im März 2021 die Single Ich fühl für dich. Als zweite Auskopplung erschien im Juli 2021 die Single C’est la vie.

## Diskografie
Für die Diskografie von Luxuslärm, siehe Luxuslärm/Diskografie.
Album
- Frei sein (2019)

Singles
- Labyrinth – Tänzer & Jini Meyer  (2018)
- Ein letztes Glas (2018)
- Frei sein (2019)
- Lass das Licht an (2019)
- Weil man es Liebe nennt (2020)
- Ich fühl für dich (2021)
- C’est la vie (2021)
- System – Tänzer feat. Jini Meyer (2022)
- Du bist nicht allein (2022)
- Chaos – Tänzer feat. Jini Meyer (2022)
- Betäub dein Herz (2023)

Samplerbeiträge
- 2016: Mach dich startbereit (Sternenträumer-Lieder)